# Iwataya
Iwataya (岩田屋, Iwataya) is een Japanse warenhuisketen in de prefectuur Fukuoka. De keten is in handen van Iwataya Mitsukoshi Ltd. (株式会社岩田屋三越, Kabushiki Gaisha Iwataya Mitsukoshi), een onderdeel van Isetan Mitsukoshi Holdings, Ltd. Er zijn twee warenhuizen in Tenjin (geopend in 1936) en één warenhuis in Kurume (geopend in 1972). Iwataya is een van de oudste warenhuizen op het eiland Kyushu. Verdeeld over twee gebouwen biedt het warenhuis in Tenjin een uitgebreid luxe assortiment op ruim 50.000m².

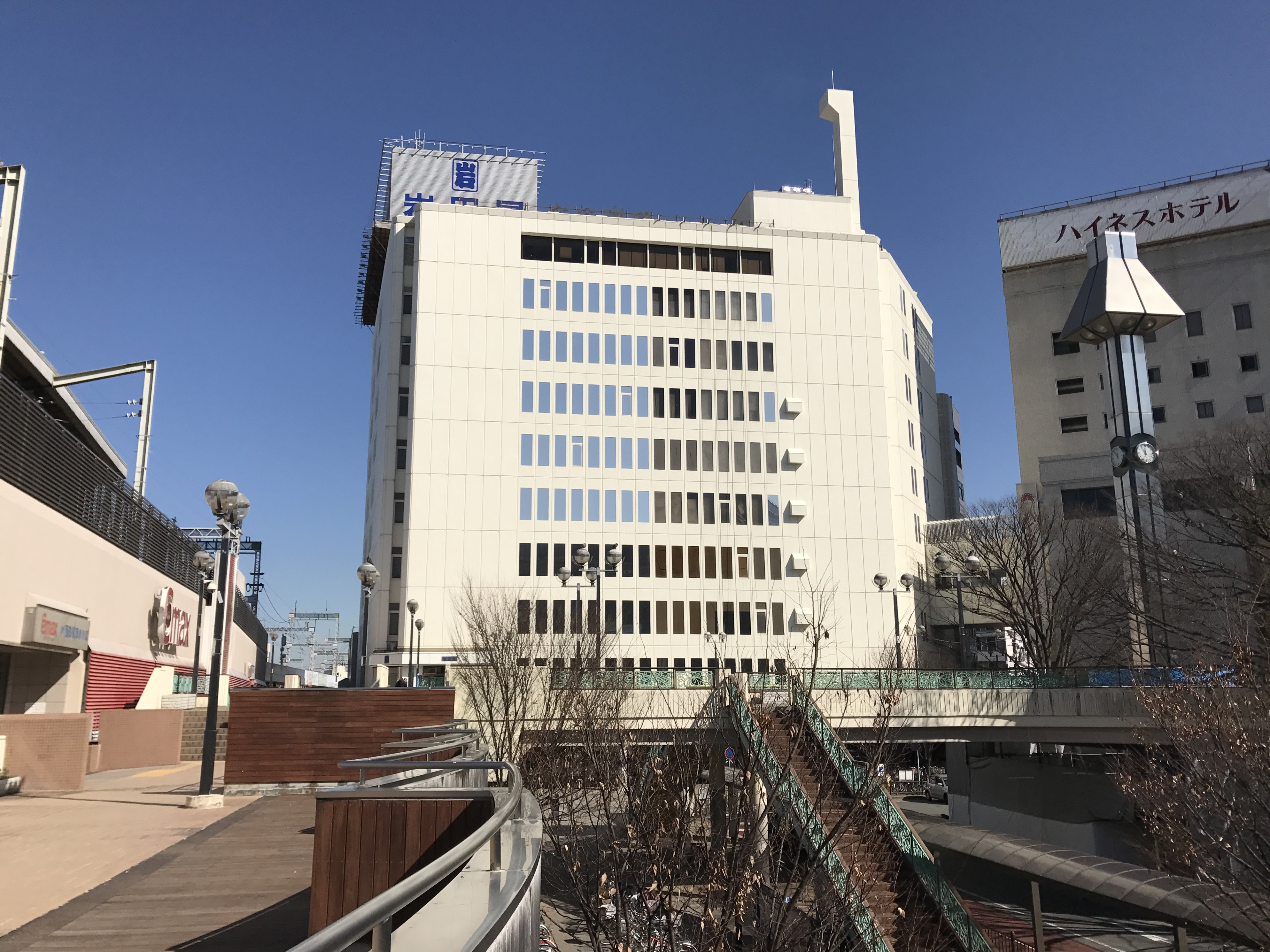
Iwataya in Kurume

Iwataya had ook vestigingen in Tobata, Yame, Nishijin, Hita en Kumamoto.